# Leo Strauss
Leo Strauss, nemško-ameriški filozof judovskega rodu, * 20. september 1899, Kirchhain Hessen, Nemčija, † 18. oktober 1973, Annapolis, Združene države Amerike.

## Življenje in delo
Med letoma 1917 in 1918 je pričel s študijem matematike in naravoslovja na univerzah v Marburgu, v Frankfurtu, v Berlinu in v Hamburgu. Leta 1921 je pod mentorstvom Ernsta Cassireja doktoriral na Univerzi v Hamburgu. 
Med 1921 in 1925 je na podoktorskem študiju v Freiburgu poslušal predavanja Edmunda Husserla, Juliusa Ebbinghausa in Martina Heideggra. Med letoma 1925 in 1932 je bil sodelavec Akademie Für wissenschaft des Judentumus v Berlinu in soizdajatelj jubilejne izdaje del Mosesa Mendelssohna. 
V Parizu je leta 1932 študiral srednjeveško judovsko in islamsko filozofijo, leta 1934 pa je na Univerzi v Cambridgeu študiral Hobbesa. Leta 1938 se je pred nacionalsocializmom v Nemčiji umaknil v Združene države Amerike, kjer je bil predavatelj na New School for Social Reserch v New Yorku. Med letoma 1941 in 1948 je bil soizdajatelj revije Social Researc in Universal Jewish Encyclopedia. Leta 1944 je postal ameriški državljan in redni profesor na New School for Social Research. 
Leta 1967 se je upokojil in še zadnjič predaval na Univerzi v Chicagu. Med letoma 1968 in 1969 je bil gostujoči profesor na Claremont Men's College v Kaliforniji. Častni doktorat iz pravnih znanosti je prejel na St. John's College v Annapolisu, kjer je tudi umrl. Pokopan je na pokopališču sinagoge Knesseth Israel. 
Njegovo najpomembnejše delo in zaenkrat edino dostopno v slovenskem jeziku je Naravno pravo in zgodovina, (COBISS) ki je hkrati tudi eno najpomembnejših klasičnih del o problemu naravnega prava.

## Izbrana bibliografija
v slovenščini
- Naravno pravo in zgodovina, ŠOU, Študentska založba, Ljubljana, 1999. (COBISS)

v nemščini
- Das Erkenntnisproblem in der philosophichen Lehre Fr. H. Jacobis doktorska disertacija, Hamburg 1921 v Gesannelte Schriften (Zbrani spisi)
- Philosophie und Gesetz